# Laurids Lauridsen
Laurids Lauridsen (19. maj 1882 – 10. januar 1946) var en blind dansk komponist og organist.
Han blev født i Arnborg ved Herning som søn af en gårdejer. Tidligt i sin barndom blev han ramt af en sygdom og blev blind. Ca. 1892 kom han til Det Kongelige Blindeinstitut i København hvor han fik undervisning i orgel- og klaverspil samt musikteori. Efter 1902 fortsatte han sin uddannelse på Musikkonservatoriet og bestod organisteksamen i 1904. Efter forgæves at have søgt organiststillinger i København fik han i 1910 embedet ved Skive Kirke, hvor han var organist til sin død.
For en mand med ambitioner om at gøre sig gældende som komponist var Skive dengang meget langt væk, men det lykkedes alligevel Lauridsen at få skrevet en del musik og at få noget af den opført. Først og fremmest blev hans sange taget på programmet af tidens sangere, men også hans kammermusik og noget af orkestermusikken blev spillet i hans levetid, bl.a. strygekvartetten, Lille suite for strygeorkester, Romance for violin og orkester op. 10 (i Musikforeningen i 1920 under Carl Nielsens Ledelse og flere gange siden) og Koncertouverture i F-Dur (opført 1940).
- 1939 tildeltes han P.E. Lange-Müllers legat.
- I 1981 udgav Dansk Blindesamfund i anledning af foreningens 70 Års jubilæum en LP med sange af Laurids Lauridsen
- og senere er udkommet 2 CD’er med kammermusik, orgelstykker og en række sange og salmer.
- I 1999 udkom værkfortegnelse over hans opus.
- Efter hans død oprettedes Komponisten Laurids Lauridsen og Hustrus Fond, der skulle fremme kendskabet til hans musik.

## Værkliste (ufuldstændig)
- Koncertouverture i F-dur, op. 1 (orkester – 1907)
- Det er i dag et vejr, op. 2 (tekst: Ludvig Holstein, blandet kor og orkester)
- Suite for Klaver, op. 3
- Sonate i G-dur for violin og klaver, op. 4
- Sange, op. 5 (Ludvig Holstein/Viggo Stuckenberg)
- Trio for violin, viola og klaver i d-mol, op. 6 (1913)
- Tre Sange, op. 7
- Tre Sange, op. 8 (Johannes Jørgensen: Sommersang, Thor Lange: Zigeunervise, ?? – 1922)
- Flere sange for blandet kor, op. 9
- Romance for violin og orkester, op. 10
- Fire sange, op. 11
- Fra mine Vandringer i det Fri, Seks Karakterstykker for Piano, op. 12
- Takt! 20 Smaastykker for Klaver til Udvikling af Elevens rhytmiske Sans, op. 13 (1919)
- 3 Foredragsstykker for Klaver, op. 14
- Sonate for violin og klaver, op. 15
- Fra min Drømmeverden, 4 klaverstykker, op. 16
- 3 esperanto sange, op. 17
- Strygekvartet i G-dur, op. 18
- 3 Orgelstykker, op. 19
- Sonate for cello og klaver, op. 20
- Tantum ergo + Den 38te Psalme, op. 21 (blandet kor – 1924)
- Den 62te Psalme, op. 22 nr. 1 (sang og orgel – 1924)
- Den 102te Psalme, op. 22 nr. 2 (sang og orgel 1924)
- Ego sum pastor bonus, op 22 nr. 3 (sang, violin og orgel – 1924)
- 7 aandelige Sange, op. 23 (1927)
- 3 Præludier og Fugaer for Orgel eller Harmonium, op. 24
- Fire sange, op. 25 (1928)
- 24 små præludier for harmonium eller orgel uden pedal, Op. 26 (1929)
- Divertimento for obo, klarinet og fagot, op. 27
- 2 små trios for obo og tostemmig klaver, op. 28

- 2 Stykker for cello og klaver
- 3 stykker for orgel med pedal (1923)
- 4 kanons (udgivet eller transskriberet – 1957)
- 22 koralbearbejdelser (udgivet af Dansk Blindesamfund – 1982)
- Aftenstemning (tekst: Anders W. Holm – 1921)
- Beatus vir (mandskor – 1942)
- Der var en lystig Spillemand for Sang med Violin og Piano (tekst og musik)
- Deux morceaux pour Violon et Piano, I. Pastorale, II, Menuet favori
- Folkevise (tekst: Johannes Jørgensen – 1919)
- Hávamál af den ældre Edda (sang og klaver – 1923)
- Hávamál (mezzosopran/tenorhorn og orkester – 1931)
- Kanon af en gammel, ukendt italiensk Opera, oversat og bearbejdet til Middagsselskaber af Laurids Lauridsen – anbefales opført lige før Kaffen
- Lille Suite for Strygere (1939)
- Lær mig at kende dine Veje (tekst: Jacob Paulli)
- Mindernes Danmark, Tekst: Johanne Buchardt 1945
- Pastorale (instrumenteret for obo med strygeorkester af Kjell Roikjer – 1935)
- Pastorale (instrumenteret for salonorkester af Walther Schrøder – 1941)
- Syng om Freden, Guds Engle (tekst: Kaj Munk – sang/mandskor/bl. kor – 1944/45)
- Vandet risler med sagte Lyd (Johannes Jørgensen).

## kilder m.m.
- I anledning af udgivelsen af nedenstående værkfortegnelse (Webside ikke længere tilgængelig)
- Leif Bjørn Bloch: Laurids Lauridsen 1882-1946 – organist og komponist: en værkfortegnelse
- Artikel af Karl Bjarnhof i anledning af Lauridsens 60-års fødselsdag
- Nekrolog ved Chr. Kjellerup
- Miniportræt ved Aksel Agerby